# 鄭徐旅客専用線
鄭徐旅客専用線（ていじょりょかくせんようせん、中文表記: 郑徐客运专线、英文表記: Zhengzhou–Xuzhou High-Speed Railway）は、中華人民共和国河南省鄭州市と江蘇省徐州市の間において営業中の高速鉄道新線。

## 概要
中華人民共和国の「四縦四横」高速鉄道ネットワーク計画のうち、徐蘭旅客専用線を形成する路線の一つである。全長362．39km。鄭西旅客専用線、西宝旅客専用線、宝蘭旅客専用線と合わせると、隴海線の高速新線として機能し、輸送力の大きな路線となる予定である。2012年12月に着工し、2016年9月10日に開業した。建設予算総額は486億2,000万元である。
最高速度は350km/h。本路線の開通により、徐州 - 鄭州間は4時間半から55分に短縮され、徐州 - 西安間も3時間以内に短縮された。

## 路線
本路線は河南省鄭州市を起点に東南へ向かい開封市、商丘市を経て安徽省宿州市に入り、碭山県、蕭県を通り、江蘇省徐州市に至る。

## 駅一覧
| 駅名     | 駅名         | 駅名              | 駅間 キロ | 累計 キロ | 接続路線・備考                  | 所在地 | 所在地 | 所在地 |
| 日本語   | 簡体字中国語 | 英語              | 駅間 キロ | 累計 キロ | 接続路線・備考                  | 所在地 | 所在地 | 所在地 |
| -------- | ------------ | ----------------- | --------- | --------- | ------------------------------- | ------ | ------ | ------ |
| 鄭州東駅 | 郑州东站     | Zhengzhou East    |           | 0.0       | ■鄭西旅客専用線 ■石武旅客専用線 | 河南省 | 鄭州市 | 金水区 |
| 開封北駅 | 开封北站     | Kaifeng North     |           |           |                                 | 河南省 | 開封市 | 竜亭区 |
| 蘭考南駅 | 兰考南站     | Lankao South      |           |           |                                 | 河南省 | 開封市 | 蘭考県 |
| 民権北駅 | 民权北站     | Minquan North     |           |           |                                 | 河南省 | 商丘市 | 民権県 |
| 商丘駅   | 商丘站       | Shangqiu          |           |           | ■隴海線 ■京九線                 | 河南省 | 商丘市 | 梁園区 |
| 碭山南駅 | 砀山南站     | Dangshan South    |           |           |                                 | 安徽省 | 宿州市 | 碭山県 |
| 永城北駅 | 永城北站     | Yongcheng North   |           |           |                                 | 河南省 | 商丘市 | 永城市 |
| 蕭県北駅 | 萧县北站     | Xiao County North |           |           |                                 | 安徽省 | 宿州市 | 蕭県   |
| 徐州東駅 | 徐州东站     | Xuzhou East       |           |           | ■京滬高速鉄道                   | 江蘇省 | 徐州市 | 鼓楼区 |